# Tortula flexuosa
Tortula flexuosa là một loài rêu trong họ Pottiaceae. Loài này được Brid. mô tả khoa học đầu tiên năm 1806.